# Burgos-Burpellet-BH/Saison 2025
Dieser Artikel beschreibt die Mannschaft und die Siege des Radsportteams Burgos-Burpellet-BH in der Saison 2025.

## Mannschaft
| Teamkader 2025                | Teamkader 2025     | Teamkader 2025 | Teamkader 2025                                 |
| Name                          | Geburtsdatum       | Land           | Vorheriges Team                                |
| ----------------------------- | ------------------ | -------------- | ---------------------------------------------- |
| Clément Alleno                | 8. Oktober 2000    | Frankreich     | Dinan Sport Cycling (2022)                     |
| Rodrigo Álvarez               | 24. August 1999    | Spanien        |                                                |
| Antonio Angulo                | 18. August 1992    | Spanien        | Euskaltel-Euskadi (2022)                       |
| Mario Aparicio                | 23. April 2000     | Spanien        | Gomur-Cantabria Infinita (2020)                |
| Georgios Bouglas              | 17. November 1990  | Griechenland   | Matrix Powertag (2023)                         |
| Josh Burnett                  | 26. Oktober 2000   | Neuseeland     | MitoQ-NZ Cycling Project (2024)                |
| Daniel Cavia                  | 2. Juni 2002       | Spanien        | Club Ciclista Padronés (2024)                  |
| Sergio Geovani Chumil         | 8. Oktober 2000    | Guatemala      |                                                |
| Hugo de la Calle              | 12. Juli 2004      | Spanien        |                                                |
| David Delgado                 | 13. Juli 2000      | Spanien        | Club Ciclista Padronés (2023)                  |
| José Manuel Díaz              | 18. Januar 1995    | Spanien        | Gazprom-RusVelo (2022)                         |
| Eric Fagúndez                 | 19. August 1998    | Uruguay        | Club Ciclista Centro Uruguay de Vergara (2019) |
| José Luis Faura               | 15. September 2000 | Spanien        | Club Ciclista Padronés (2024)                  |
| Sinuhé Fernández              | 15. Juni 2000      | Spanien        | Club Ciclista Padronés (2023)                  |
| Ángel Fuentes                 | 5. November 1996   | Spanien        |                                                |
| Carlos García Pierna          | 23. Juli 1999      | Spanien        | Equipo Kern Pharma (2024)                      |
| George Jackson                | 20. Februar 2000   | Neuseeland     | Bolton Equities Black Spoke Pro Cycling (2023) |
| Vojtěch Kmínek                | 11. September 2000 | Tschechien     | Club Ciclista Padronés (2024)                  |
| Tomoya Koyama                 | 18. Juli 1998      | Japan          | Vini Monzon-Savini Due-OMZ (2024)              |
| Merhawi Kudus                 | 23. Januar 1994    | Eritrea        | Terengganu Cycling Team (2024)                 |
| David Martin                  | 19. Februar 1999   | Spanien        | Team Polti Kometa (2024)                       |
| Ander Okamika                 | 2. April 1993      | Spanien        |                                                |
| Sainbajaryn Dschambaldschamts | 4. September 1996  | Mongolei       | Terengganu Polygon Cycling Team (2023)         |
|                               |                    |                |                                                |
| Quelle: ProCyclingStats       |                    |                |                                                |

## Siege
| Siege    | Siege                                         | Siege                        | Siege  | Siege          | Siege |
| Datum    | Rennen                                        | Staat                        | Klasse | Sieger         |       |
| -------- | --------------------------------------------- | ---------------------------- | ------ | -------------- | ----- |
| 24. Jan. | Sharjah International Cycling Tour, 1. Etappe | Vereinigte Arabische Emirate | 2.2    | Mario Aparicio |       |

## UCI-Weltranglisten-Platzierungen
| UCI-Ranking | UCI-Ranking | UCI-Ranking | UCI-Ranking |
| Fahrer      | Fahrer      | Land        | Punkte      |
| ----------- | ----------- | ----------- | ----------- |